# Ludwig von Lützow
Ludwig von Lützow, (in tedesco Ludwig Friedrich Wilhelm von Lützow) (Ludwigslust, 25 luglio 1793 – Boddin, 13 maggio 1872), è stato un politico tedesco, primo ministro del Granducato di Meclemburgo-Schwerin dal 1840 al 1850.

## Biografia
Ludwig von Lützow era figlio dell'ambasciatore ducale presso la corte prussiana di Berlino, August von Lützow (1757-1835). Egli studiò dal 1812 presso l'Università di Rostock e poi presso quella di Università di Gottinga sino al 1816 ove studiò giurisprudenza. Nel 1816 entrò nel Länder del Granducato di Meclemburgo-Schwerin e nel 1822 venne nominato Consigliere Privato del granduca, prestando servizio come ministro degli Interno dal 1837 al 1840.
Dal 1840 venne nominato dal granduca al titolo di Primo Ministro e fu sotto il suo governo che scoppiarono i moti del 1848/49 che portarono all'approvazione nel Meclemburgo-Schwerin di una costituzione liberale. Egli però si dimise da questa carica nel 1850 in contrasto con le decisioni del granduca Federico Francesco II che voleva riportare il granducato ad una situazione non costituzionale come prima del periodo rivoluzionario.
Von Lützow decise a questo punto di abbandonare la vita politica vivendo in ritiro nella sua tenuta di Boddin, dedicandosi al collezionismo di reperti archeologici e intrattenendo una fitta corrispondenza con Fritz Reuter.

## Matrimonio
Ludwig von Lützow sposò il 27 maggio 1819 Sophie von Brandenstein (1796-1876), figlia del ministro e proprietario terriero Georg August von Brandenstein.